# Miudinho
Tiraninho-pigmeu-d'orelhas ou miudinho (Myiornis auricularis) é uma espécie de ave da família Tyrannidae.
Pode ser encontrada nos seguintes países: Argentina, Brasil e Paraguai.
Os seus habitats naturais são: florestas subtropicais ou tropicais húmidas de baixa altitude e florestas secundárias altamente degradadas.